# Dendrophthora eichleriana
Dendrophthora eichleriana är en sandelträdsväxtart som beskrevs av Ignatz Urban. Dendrophthora eichleriana ingår i släktet Dendrophthora och familjen sandelträdsväxter. Inga underarter finns listade i Catalogue of Life.